# Juegos Ecuestres Mundiales de 2002
Los IV Juegos Ecuestres Mundiales se celebraron en Jerez de la Frontera (España) entre el 10 y el 22 de septiembre de 2002 bajo la organización de la Federación Ecuestre Internacional (FEI) y la Real Federación Hípica Española.
Las competiciones se efectuaron en el Estadio de Chapín, completamente remodelado para la ocasión; las pruebas de raid y de campo a través fueron realizadas en un circuito por los bosques y campos colindantes de la ciudad. 
El campeonato contó con la asistencia de 551 jinetes de 48 países afiliados a la FEI, que participaron en 7 deportes ecuestres: doma, concurso completo, salto de obstáculos, raid o carrera de larga distancia, volteo, enganches y doma vaquera; 15 pruebas fueron disputadas en total.

## Calendario
| ● | Ceremonia de apertura | ● | Preliminares |  | Finales | ● | Ceremonia de clausura |

| Septiembre de 2002  | 10 Mar | 11 Mié | 12 Jue | 13 Vie | 14 Sáb | 15 Dom | 16 Lun | 17 Mar | 18 Mié | 19 Jue | 20 Vie | 21 Sáb | 22 Dom | Finales por deporte |
| ------------------- | ------ | ------ | ------ | ------ | ------ | ------ | ------ | ------ | ------ | ------ | ------ | ------ | ------ | ------------------- |
| Ceremonias          | ●      |        |        |        |        |        |        |        |        |        |        |        | ●      | –                   |
| Doma                |        | ●      | 1      | ●      |        | 1      |        |        |        |        |        |        |        | 2                   |
| Concurso completo   |        |        | ●      | ●      | ●      | 2      |        |        |        |        |        |        |        | 2                   |
| Saltos de obstáculo |        |        |        |        |        |        |        |        | ●      | ●      | ●      | 1      | 1      | 2                   |
| Raid                |        |        |        |        |        |        | 2      |        |        |        |        |        |        | 2                   |
| Volteo              |        | ●      | ●      | ●      | 3      |        |        |        |        |        |        |        |        | 3                   |
| Enganches           |        |        |        |        |        |        |        |        | ●      | ●      | ●      | 2      |        | 2                   |
| Doma vaquera        |        |        |        |        |        |        |        | ●      | ●      | ●      | ●      | 2      |        | 2                   |
| Finales por día     | –      | –      | 1      | –      | 3      | 3      | 2      | –      | –      | –      | –      | 5      | 1      | 15                  |

## Medallistas
| Evento                                  | Oro | Plata | Bronce |
| --------------------------------------- | --- | --- | --- |
| Doma clásica individual (15.09)         | Nadine Capellmann · (Farbenfroh) · Alemania · 237,51 pts.                                                                                                | Beatriz Ferrer-Salat · (Beauvalais) · España · 234,38 pts. | Ulla Salzgeber · (Rusty) · Alemania · 233,54 pts. |
| Doma por equipos (12.09)                | Ann-Kathrin Linsenhoff · (Renoir) · Ulla Salzgeber · (Rusty) · Nadine Capellmann · (Farbenfroh) · Klaus Husenbeth · (Piccolino) · Alemania · 5642        | Deborah McDonald (Brentina) Susan Blinks (Flim Flam) Guenter Seidel (Nikolaus 7) Lisa Wilcox (Relevant 5) Estados Unidos 5527                                                          | Ignacio Rambla Algarín · (Distinguido Granadero) · Beatriz Ferrer-Salat · (Beauvalais) · Juan Antonio Jiménez · (Guizo) · Rafael Soto Andrade · (Invasor) · España · 5403 |
| Salto de obstáculos individual (22.09)  | Dermott Lennon (Liscalgot) Irlanda 4 | Éric Navet (Dollar du Murier) Francia 8 | Peter Wylde (Fein Cera) Estados Unidos 12 |
| Salto de obstáculos por equipos (21.09) | Eric Levallois (Diamant de Sémilly) Reynald Angot (Tlaloc M) Gilles-Bertran de Balanda (Crocus Graverie) Éric Navet (Dollar du Murier) Francia 13,22     | Peter Eriksson · (Cardento 933) · Royne Zetterman · (Richmont Park) · Helena Lundbäck · (Utfors Mynta) · Malin Baryard · (Butterfly Flip) · Suecia · 21,02                             | Philippe Le Jeune · (Nabab de Reve) · Stanny Van Paesschen · (O de Pomme) · Peter Postelmans · (Oleander) · Jos Lansink · (Caridor Z) · Bélgica · 22,68                   |
| Concurso completo individual (15.09)    | Jean Teulère (Espoir de la Mare) Francia 45,80 | Jeanette Brakewell (Over to You) Reino Unido 52,00 | Piia Pantsu · (Ypäjä Karuso) · Finlandia · 52,60 |
| Concurso completo por equipos (15.09)   | John Williams (Carrick) Kimberly Vinoski (Winsome Adante) David O'Connor (Giltedge) Amy Tryon (Poggio II) Estados Unidos 175,40                          | Cédric Lyard (Fine Merveille) Jean Teulère (Espoir de la Mare) Jean-Luc Force (Crocus Jacob) Didier Courrèges (Free Style) Francia 192,40                                              | Jeanette Brakewell (Over to You) Philippa Funnell (Supreme Rock) William Fox-Pitt (Tamarillo) Leslie Law (Shear H2O) Reino Unido 199,00                                   |
| Enganches individual (21.09)            | IJsbrand Chardon · Países Bajos · 134,30 | Christoph Sandmann · Alemania · 136,07 | Tomas Eriksson · Suecia · 140,67 |
| Enganches por equipos (21.09)           | IJsbrand Chardon · Ton Monhemius · Mark Weusthof · Países Bajos · 275,0                                                                                  | Tucker Johnson James Fairclough Chester Weber Estados Unidos 286,5 | Michael Freund · Rainer Duen · Christoph Sandmann · Alemania · 178,3 |
| Doma vaquera individual (21.09)         | Shawn Flarida (San Jo Freckless) Estados Unidos 221,5 | Tom McCutcheon (Conquistador Whiz) Estados Unidos 219,0 | Shawna Sapergia · (Pretty Much Eagle) · Canadá · 219,0 |
| Doma vaquera por equipos (21.09)        | Shawn Flarida (San Jo Freckless) Tom McCutcheon (Conquistador Whiz) Scott McCutcheon (Inwhizable) Craig Schmersal (Tidal Wave Jack) Estados Unidos 657,5 | Shawna Sapergia · (Pretty Much Eagle) · François Gauthier · (Ghost Buster Baby) · Jason Grimshaw · (Listo Pollito Lena) · Patrice Saint-Onge · (Slip Me Another Kiss) · Canadá · 650,0 | Dario Carmignani · (Frozen Sailor) · Andriano Meacci · (Jodi Tamara) · Nic Cordioli · (Little Red Jaba) · Marco Manzi · (Spanish Snapper) · Italia · 646,0                |
| Volteo individual masculino (14.09)     | Matthias Lang (Farceur Breceen) Francia 8,973 | Gero Meyer · (Kolumbus) · Alemania · 8,771 | Devon Maitozo (Abu Dhabi 2) Estados Unidos 8,612 |
| Volteo individual femenino (14.09)      | Nadia Zülow · (Rubins Universe) · Alemania · 8,835 | Rikke Laumann (Milano) Dinamarca 8,555 | Ines Jückstöck · (Dallmers Little Foot) · Alemania · 8,450 |
| Volteo por equipos (14.09)              | Alemania · (Wanderer) · 8,199 | Suiza · (Le Grand) · 8,042 | Suecia · (Galestro) · 7,821 |
| Raid individual (16.09)                 | Ahmed bin Mohamed Al Maktum · (Bowman) · Emiratos Árabes Unidos · 9:19:29                                                                                | Antonio Rosi · (Alex Raggio di Sole) · Italia · 9:35:23 | Sunny Demedy (Fifi du Bagnas) Francia 9:38:47 |
| Raid por equipos (16.09)                | Emmanuelle Bellefroid (Antinea de Nau) Jean-Philippe Frances (Djellab HN) Sunny Demedy (Fifi du Bagnas) Francia 30:37:01                                 | Roberto Busi · (Al Jasir) · Antonio Rosi · (Alex Raggio di Sole) · Fausto Fiorucci · (Faris Jabar) · Italia · 31:05:52                                                                 | Kristie McGaffin (Castelbar Macleod) Penelope Toft (Bremervale Justice) Margaret Wade (Castelbar Treaty) Australia 32:57:47                                               |

## Medallero
| Núm. | País                   | Oro | Plata | Bronce | Total |
| ---- | ---------------------- | --- | ----- | ------ | ----- |
| 1    | Alemania               | 4   | 2     | 3      | 9     |
| 2    | Francia                | 4   | 2     | 1      | 7     |
| 3    | Estados Unidos         | 3   | 3     | 2      | 8     |
| 4    | Países Bajos           | 2   | 0     | 0      | 2     |
| 5    | Emiratos Árabes Unidos | 1   | 0     | 0      | 1     |
| 5    | Irlanda                | 1   | 0     | 0      | 1     |
| 7    | Italia                 | 0   | 2     | 1      | 3     |
| 8    | Suecia                 | 0   | 1     | 2      | 3     |
| 9    | Canadá                 | 0   | 1     | 1      | 2     |
| 9    | España                 | 0   | 1     | 1      | 2     |
| 9    | Reino Unido            | 0   | 1     | 1      | 2     |
| 12   | Dinamarca              | 0   | 1     | 0      | 1     |
| 12   | Suiza                  | 0   | 1     | 0      | 1     |
| 14   | Australia              | 0   | 0     | 1      | 1     |
| 14   | Bélgica                | 0   | 0     | 1      | 1     |
| 14   | Finlandia              | 0   | 0     | 1      | 1     |
|      | TOTAL                  | 15  | 15    | 15     | 45    |